# Bitola indiana
Bitola indiana é a denominação genérica da bitola utilizada no Transporte ferroviário na Índia e possui 1.676 mm (5 pés e 6 polegadas) de distância entre as faces internas dos trilhos(pt-BR) ou carris(pt-PT?), sendo portanto mais larga que a padrão.
Outros países como Argentina, Bangladesh, Chile, Paquistão e Sri Lanka também utilizam a bitola indiana como oficial.